# 虎峰站
虎峰站位于黑龙江省尚志市鱼池朝鲜族乡虎峰实验林场铁道街，是滨绥铁路沿线车站，距哈尔滨站249公里、绥芬河站299公里。车站随开道绕行线建1939年，1941年建成通车。开道绕行线在既有高岭子线北侧新建复线穿过张广才岭，在本站南侧杜草隧道，全长3849米。
车站现隶属哈尔滨铁路局牡丹江车务段管辖，办理列车通过到达作业及部分列车补机摘挂任务。